# Парусный спорт на летних Олимпийских играх 1964
Соревнования по парусному спорту на летних Олимпийских играх 1964 года изначально планировалось проводить в Иокогаме, как это должно было быть на несостоявшейся Олимпиаде 1940 года, однако выяснилось, что гавань Иокогамы более не удовлетворяет условиям, необходимым для состязаний такого сорта. Поэтому соревнования проводились у побережья острова Эносима в заливе Сагами, где специально для этого с 1961 по 1964 годы была построена гавань.
Дарвард Ноулз и Сесил Кук, победив в классе Звёздный, принесли Багамам первую в истории золотую медаль во всех 
видах спорта на Олимпийских играх.

## Классы яхт
| Класс             | Тип          | Категория | Экипаж | Трапеция | Грот | Стаксель | Спинакер | Год первого участия в Играх | Количество участий в Играх |
| ----------------- | ------------ | --------- | ------ | -------- | ---- | -------- | -------- | --------------------------- | -------------------------- |
| Финн              | Швертбот     |           | 1      | 0        | +    | –        | –        | 1952                        | 4                          |
| Летучий голландец | Швертбот     |           | 2      | 1        | +    | +        | +        | 1960                        | 2                          |
| Звёздный          | Килевая яхта |           | 2      | 0        | +    | +        | –        | 1932                        | 7                          |
| Дракон            | Килевая яхта |           | 3      | 0        | +    | +        | +        | 1948                        | 5                          |
| 5,5-метровый      | Килевая яхта |           | 3      | 0        | +    | +        | +        | 1952                        | 4                          |

 = Мужчины,  = Женщины,  = Открытый класс
- Олимпийские классы яхт 1964 года
- Слева-направо: Финн, Летучий голландец, Звёздный, Дракон, 5,5-метровый

## Общий медальный зачёт
| Место | Страна                          | Золото | Серебро | Бронза | Всего |
| ----- | ------------------------------- | ------ | ------- | ------ | ----- |
| 1     | Объединённая германская команда | 1      | 1       | 0      | 2     |
| 2     | Дания                           | 1      | 0       | 1      | 2     |
| 3     | Австралия                       | 1      | 0       | 0      | 1     |
| 3     | Багамские Острова               | 1      | 0       | 0      | 1     |
| 3     | Новая Зеландия                  | 1      | 0       | 0      | 1     |
| 6     | США                             | 0      | 2       | 3      | 5     |
| 7     | Швеция                          | 0      | 1       | 1      | 2     |
| 8     | Великобритания                  | 0      | 1       | 0      | 1     |
| Итого |                                 | 5      | 5       | 5      | 15    |

## Медалисты
| Класс                                  | Золото                                                         | Серебро                                                                         | Бронза                                                   |
| -------------------------------------- | -------------------------------------------------------------- | ------------------------------------------------------------------------------- | -------------------------------------------------------- |
| Финн одноместный швертбот              | Вильгельм Кувайде Объединённая германская команда              | Петер Барретт США                                                               | Хеннинг Винд Дания                                       |
| Летучий голландец двухместный швертбот | Новая Зеландия · Эрл Веллс · Хельмер Педерсен                  | Великобритания · Кейт Мусто · Тони Морган                                       | США · Харри Мелджес · Вильям Бентсен                     |
| Звёздный двухместная килевая яхта      | Багамские Острова · Дарвард Ноулз · Сесил Кук                  | США · Ричард Стеарнс · Линн Вильямс                                             | Швеция · Пелле Петтерссон · Хольгер Сундстрём            |
| Дракон Килевая яхта                    | Дания · Оле Бернтсен · Кристиан фон Бюлов · Оле Поульсен       | Объединённая германская команда · Петер Арендт · Вильфрид Лоренц · Ульрих Мензе | США · Ловелл Норт · Чарлз Роджерс · Ричард Дивер         |
| 5.5 mR Килевая яхта                    | Австралия · Вильям Нортхэм · Питер О’Доннелл · Джеймс Сэрджент | Швеция · Ларс Тёрн · Стуре Сторк · Арне Карлссон                                | США · Джон Макнамара · Фрэнсис Скалли · Джозеф Бэтчелдер |